# CKBW-FM
CKBW ist ein Adult Contemporary Radiosender aus Bridgewater, Nova Scotia, Kanada. Der Sender wird von Acadia Broadcasting betrieben. Neben den Sender in Bridgwater gibt es noch Tochtersender in Liverpool (94.5FM) und Shelburne (93.1FM), Nova Scotia die das Programm des Hauptsenders ausstrahlen. Das Programm wird auch in das digitale TV-Kabelnetz sowie in das Internet eingespeist.
CKBW begann mit der Ausstrahlung am 24. Dezember 1947 als örtlicher Lokalsender. Als 1952 Donald Sutherland, seine High School in Bridge Water beendete, arbeitete er Teilzeitmäßig beim Sender, bevor er nach Toronto zog, um an der Universität Schauspielwissenschaften zu studieren.
2001 erfolgte die Umstellung auf FM und auf die Frequenz 98,1 MHz. Das Format wechselte oft die Jahre. Während der neunziger Jahre wurde größtenteils Countrymusic gespielt bis im Jahr 2001 offiziell auf das heutige Adult Contemporary Format gewechselt wurde.